# Oriol Lladó i Esteller
Oriol Lladó i Esteller (Badalona, 1971) és un periodista català. Ha participat en la política com a militant d'Esquerra Republicana de Catalunya. Al llarg de la seva trajectòria ha estat regidor a l'Ajuntament de Badalona (2015-2021), on ha estat primer tinent d'alcalde (2015-2018), i diputat de Cultura a la Diputació de Barcelona.

## Biografia
Llicenciat en Ciències de la Informació i Periodisme per la Universitat Autònoma de Barcelona. Està especialitzat en la comunicació institucional, científica i ambiental, així com en xarxes socials. Ha treballat sobretot com a freelance assessorant empreses i institucions en temes de comunicació. També ha col·laborat en diversos mitjans de comunicació, com ara Vilaweb, El Punt, El Temps o COM Ràdio, així com per al Col·legi d'Enginyers Tècnics Industrials, a una secció sobre enginyeria 2.0. Ha estat professor de Comunicació Digital a la Universitat de Vic.
Té una llarga trajectòria en el món associatiu de Badalona. Ha estat president d'Òmnium Cultural del Barcelonès Nord entre 2001 i 2010, i va ser reelegit en el càrrec el 2024. També ha estat director i membre de l'organització del Festival Blues & Ritmes de la ciutat de Badalona, especialitzat en la música blues.

### Activitat política
És militant d'Esquerra Republicana de Catalunya (ERC) des de l'any 2013. Abans d'aquesta data, va concórrer a les eleccions municipals de 2011 amb el grup independent Accent, fent coalició amb ERC. Des del 2014 és l'alcaldable a Badalona d'ERC, ratificat el 24 de març de cara a les eleccions municipals de 2015. L'objectiu era recuperar la representació dels republicans al consistori, perduda l'any 2011. Durant la campanya va prioritzar la defensa de mesures socials, la participació ciutadana i l'ocupació dels més joves. D'altra banda, refermar el pes de Badalona com a ciutat dins de l'Àrea Metropolitana de Barcelona. A les eleccions de 2015, ERC va recuperar la representació i obtingueren tres regidors. Amb bona sintonia amb les altres forces d'esquerra, Lladó i els altres dos regidors van donar suport a la investidura de Dolors Sabater i Puig, de Guanyem Badalona en Comú, com a alcaldessa.
Posterior a la investidura, Guanyem Badalona en Comú, ERC i ICV-EUiA van iniciar negociacions i acordaren la formació de govern, definint les noves àrees, agrupades en un seguit de tinences d'alcaldia. Lladó va assumir el càrrec de primer tinent d'alcalde el 29 de juny, que englobava l'àrea anomenada Badalona Habitable, incloent-hi departaments com urbanisme, mobilitat, patrimoni, entre d'altres. Va ocupar el càrrec fins al 26 de juny de 2018, quan va sortir com a alcalde Àlex Pastor, després d'una moció de censura contra Sabater. Poc després, el 3 de juliol va ser nomenat diputat delegat de Cultura a la Diputació de Barcelona, en substitució de Juanjo Puigcorbé.
L'abril de 2018, l'Assemblea d'ERC Badalona va escollir de nou a Lladó com a candidat a l'alcaldia de cara a les eleccions municipals de 2019, per bé que finalment els republicans van sumar conjuntment amb Guanyem Badalona en la coalició Badalona Valenta, encapçalada per Dolors Sabater i amb Lladó com a número 2. El 6 d'abril de 2021 va presentar la seva renunciar als seus càrrecs per «discrepàncies estratègiques de fons amb l'executiva local». El mateix any va ser nomenat vicesecretari de comunicació i estratègia electoral de la comissió executiva d'Esquerra Republicana, en substitució de Sergi Sabrià. El setembre de 2022, Lladó va deixar aquesta ocupació per tornar a la seva pràctica professional.

#### Cas del 12-O
El 12 d'octubre de 2016, com a mostra de rebuig a la commemoració del Dia de la Hispanitat, ell i altres regidors van obrir les oficines municipals de l'Ajuntament de Badalona, contravenint la prohibició d'un jutge d'obrir aquell dia, coincidint amb la Festa Nacional d'Espanya. Aquell dia exercia casualment aquell dia com a alcalde accidental, per absència de l'alcadessa. A instància del Partit Popular de Badalona, el mateix octubre es van obrir diligències per investigar el succés i tots els participants de l'obertura de l'ajuntament van declarar davant del jutge.
El cas va quedar inicialment arxivat, el jutge va considerar l'acte un acte polític simbòlic. No obstant això, posteriorment la Fiscalia va apel·lar i l'Audiència Provincial de Barcelona va ordenar la reobertura, amb vista a un judici, per al qual l'advocat d'ERC va demanar l'absolució. El novembre de 2019, l'Audiència de Barcelona va confirmar l'absolució dels regidors de Badalona acusats de desobeir el 12-O; es desestimava així el recurs de la Fiscalia, tot ratificant la sentència absolutòria del jutjat de Barcelona del setembre d'aquell any.